# 1160

## Narození
- 4. října – Adéla Francouzská, milenka anglického krále Jindřicha II. († 1213)
- ? – Jan z Mathy, zakladatel řádu trinitářů, světec († 12. prosince 1213)
- ? – Sibyla Jeruzalémská, jeruzalémská královna († říjen 1190)
- ? – Tamara Gruzínská, vládnoucí královna Gruzínského království († 1213)
- ? – Dulce Aragonská, portugalská královna jako manželka Sancha I. († 1. září 1198)
- ? – David Kimchi, středověký rabín, komentátor Bible, filozof a gramatik († 1235)

## Úmrtí
- 3. května – Petr Lombardský, italský teolog, spoluzakladatel scholastiky a biskup v Paříži (* okolo 1100)
- 12. května – Ota III. Dětleb, kníže údělu olomouckého (* 1122)
- 18. května – Erik IX., švédský král (* ?)
- srpen – Niklot, kníže Obodritů, Chyžanů a Črezpěňanů (* 1090)
- 4. října – Konstancie Kastilská, francouzská královna (* asi 1141)
- ? – Konrád z Querfurtu, biskup v Hildesheimu a Würzburgu († 3. prosince 1202)
- ? – Adelard z Bathu, anglický filosof, překladatel, matematik a astronom (* 1080)

## Hlavy států
- České království – Vladislav II.
- Svatá říše římská – Fridrich I. Barbarossa
- Papež – Alexandr III.
- Anglické království – Jindřich II. Plantagenet
- Francouzské království – Ludvík VII.
- Polské knížectví – Boleslav IV. Kadeřavý
- Uherské království – Gejza II.
- Kastilské království – Alfonso VIII. Kastilský
- Rakouské vévodství – Jindřich II. Jasomirgott
- Sicilské království – Vilém I. Sicilský
- Byzantská říše – Manuel I. Komnenos